# Odostomia turricula
Odostomia turricula is een slakkensoort uit de familie van de Pyramidellidae. De wetenschappelijke naam van de soort is voor het eerst geldig gepubliceerd in 1903 door Dall & Bartsch in Arnold.